# FastTracker 2
FastTracker 2 (FT2) — музыкальный трекер, компьютерная программа, созданная Фредриком Хуссом (англ. Fredrik «Mr. H» Huss) и Магнусом Хёгдалем (Magnus «Vogue» Högdahl). В качестве участников демо-группы Triton, начиная с 1992 года, написали сначала FastTracker и выиграли несколько конкурсов. Исходный код написан на языке Pascal (использовались Borland Pascal 7 и TASM). Программа работает под операционной системой MS-DOS.

## История создания
В 1993 группа программистов Triton выпустила первую версию программы — FastTracker. Трекер мог воспроизводить как стандартные, 4-х канальные MOD-файлы, так и расширенные MOD-файлы с 6 и 8 каналами, идентифицируемыми как стандартные, и имевшие данные для дополнительных каналов, как внутренние метки «6CHN» или «8CHN». Программа была совместима только со звуковыми картами SoundBlaster компании Creative Labs, которые являлись самыми популярными звуковыми картами для персональных компьютеров в то время. Весь трекер (или редактор) состоял всего из одного исполняемого файла размером 43 Килобайта.
Затем, в 1994 году, музыканты группы Triton выпустили несколько композиций в новом многоканальном формате XM, который воспроизводился отдельным автономным плейером. В ноябре 1994 FastTracker 2, который поддерживал уже и звуковые карты Gravis Ultrasound, был представлен публике.
Последней стабильной версией FastTracker 2 была версия 2.08, выпущенная в августе 1997 года. Более новая версия 2.09 была выпущена для тестов в качестве бета-версии, и была доступна на сайте Андреаса Виклунда (Andreas Viklund) в 1999 году. Версия содержала несколько удобных дополнений, типа выхода из зависшей программы посредством клика мышкой, но с утраченной поддержкой звуковых карт Gravis Ultrasound. Так как это не было официальным релизом, версия была доступна также на вэбсайте Starbreeze.
23 мая 1999 г. Starbreeze productions анонсировал на своём вэб-сайте что «FT2 поставлен на паузу, на неопределённое время. […] Если бы это был идеальный мир, где было бесконечное время и не было необходимости зарабатывать на жизнь, то определенно существовал бы уже мультиплатформенный FastTracker 3. К сожалению, этот мир совсем не такой», — было подписано: Vogue (Магнусом Хогдалем)
После сообщений о том, что поддержка и разработка FT2 приостановлена, Рубен Рамос Сальвадор (англ. Ruben Ramos Salvador, «BakTery») начал работу над FastTracker 3, позже переименованным в Skale Tracker, доступным на Windows, Linux и он-лайн. В последующие годы множество подобных трекеров пытались унаследовать славу FT2, можно отметить MilkyTracker со специальным режимом воспроизведения, доступным для совместимости с известным трекером Amiga ProTracker 2/3.

## Архитектура и особенности
Интерфейс FT2 напоминает известный тогда трекер Protracker компании Amiga. Экран содержал редактор паттерна внизу, в верхней части располагались инструменты, параметры модуля и несколько осциллографов. Редактор паттерна переключался на редактор сэмплов и редактор инструментов. Программа позволяла клонировать небольшие участки и имела встроенную документацию всех возможностей.

### Patterns
Паттерны — это кусок произведения, секвенция, которая может повторяться. Паттерн состоит из горизонтальных строк (по умолчанию 64, максимально 1024), каждая из которых может содержать ноту или другое событие. Количество одновременно звучащих нот зависит от количества дорожек (треков), которые представлены вертикальными столбцами. Нота может выглядеть так:
```
C#4 02 20 R11
```

что означает: «проиграть ноту до-диез ‘4’ (первой) октавы, используя инструмент №2 с громкостью ‘20’, используя эффект ‘multi-retrig’»

### Сэмплы
Сэмплы — необработанные звуковые данные, воспроизводимые с различной скоростью и частотой, что, собственно, делают большинство музыкальных сэмплеров. Сэмплы могут быть закольцованы в петлю, в таком случае они воспроизводятся непрерывно. Или, можно было воспроизводить впрёд-назад, как пинг-понг-петля (также называемая бидирекционной петлёй). Музыкант мог записывать сэмплы или загружать и использовать уже готовые, манипулируя ими в редакторе сэмплов, подрезая или копируя участки, или прорисовывая вручную. Функция склейки «внахлёст» позволяла получать бесшовные петли.

### Инструменты
Инструменты представляют собой массивы сэмплов с дополнительными удобными функциями. Музыкант может назначить разным сэмплам разное звучание по высоте тона, тем самым устраняя возможность плохого звучания сэмпла, если он воспроизводится слишком высоко или слишком низко. Инструменты поддерживают различные циклические огибающие, устанавливаемые либо на громкость звука, либо на стереопанель, а также встроенное вибрато. Здесь также можно установить общие настройки инструмента: подстройку (тюнинг), громкость по умолчанию, панорамирование по умолчанию и начальное звучание относительно ноты До первой октавы.
FT2 позволяет играть вживую с обычной компьютерной клавиатурой PS/2 и делать живую запись с ее помощью (в режиме qwerty клавиша «Q» будет нотой До, клавиша «W» нотой Ре, клавиша «E» нотой Ми, и т. д.). FT2 был популярен у многих музыкантов, у которых не было midi-клавиатур, так как они могли наслаждаться живой записью без какого-либо оборудования, кроме персонального компьютера под управлением DOS.

### Эффекты
Каждый трек имеет колонку спецэффектов, которая даёт возможность использовать эффекты арпеджио, портаменто, вибрато и вариации по громкости. Также контроль над структурой произведения может быть осуществлен в этой колонке с помощью команд зацикливания, разрыва и задержки паттернов, повторного запуска, заглушки и задержки нот. Кроме этого, «колонка громкости» позволяет дополнительно плавно управлять громкостью, вибрато, панорамированием и тональным портаменто.

### Файлы
FastTracker 2 поддерживает несколько форматов файлов, чаще всего используются XM (англ. Extended Module) для модулей, и XI (англ. Extended Instrument) — для инструментов. Формат XM является до сих пор одним из самых популярных форматов у музыкантов, ввиду компактности и упакованной структуры файла.
Формат MOD поддерживал максимум 4 канала для музыкального произведения, формат XM — уже до 32 каналов, и допускал использование нескольких инструментов в каждом канале.(от канала № 0 до № 31).
Некоторые плейеры, такие как ModPlug Player, поддерживают также zip-сжатые форматы .XMZ и .MDZ, которые представляют собой ZIP-архивы, содержащие .XM или .MOD файлы соответственно.
Расширение с ADPCM-сжатием является суб-форматом XM, используемым в трекере и плейере ModPlug. Имея ту же структуру как обычный XM-файл, кроме того, что по крайней мере один сэмпл имеет сжатый формат 4-х битовый ADPCM. Такой формат примерно в два раза меньше, чем его эквивалент без ADPCM-сжатия. Недостатком является качество звука — могут возникнуть значительные искажения, если используется ADPCM.
Другое известное расширение — OXM (XM со сжатием Ogg/Vorbis). Сохраняется структура файла XM, кроме сэмплов инструментов, которые хранятся с использованием сжатия формата Ogg/Vorbis.
Урезанный формат XM-файлов является ещё одним суб-форматом XM. Он был опубликован uFMOD в 2006 году. Урезанный XM-файл меньше, чем регулярный файл XM, ввиду использования компактных заголовков. Аудиосодержание XM-файла не влияло на урезанную структуру файла.
Существуют даже нестандартные расширения модулей XM. Например, некоторые трекеры представляют недокументированные команды эффектов, используемые в качестве триггеров для программных событий, метаданных TTS, цифровых ID, и т. п.
В трекере предусмотрена возможность «отрендерить» трек и экспортировать его в wav-файл.

## Совместимость
FT2 выполняется как самостоятельное 32-битное DOS-приложение и поддерживает аудиокарты Gravis Ultrasound, Sound Blaster, Covox и даже встроенный динамик персонального компьютера. Это сделало программное обеспечение довольно хрупким в использовании в настоящее время, поскольку последние версии Windows, как правило, не позволяют приложениям DOS напрямую обращаться к оборудованию, не говоря уже о том, что большинство этих аудиокарт работают в слотах ISA, которые отсутствуют в современных материнских платах. Из-за этого музыканты, которые все еще хотят использовать FT2, часто используют старинные персональные компьютеры с оптимальным (и в настоящее время довольно дешевым) оборудованием для трекера, просто чтобы иметь возможность снова творить с его помощью.
Альтернативным способом запуска FT2 является запуск в DOSBox — это, однако, создаёт проблемы со скоростью воспроизведения и задержкой, и требует довольно мощный компьютер, чтобы иметь возможность использовать его так же комфортно, как и в родной среде. Выпуск DOSBox версии 0.7 в марте 2007 года существенно улучшил проблемы скорости и производительности. Другие методы использования включают эмуляторы GUSEMU или VDMSound.

## Использование
FT2 получил широкую популярность на Демосцене и среди музыкантов-трекеров в конце 1990-х. Самыми большими конкурентами FT2 были Scream Tracker и, в последующие годы, Impulse Tracker. «FT2 против IT» — это распространенная и все еще продолжающаяся дискуссия среди музыкантов, обычно включающая ИТ-пользователей, жалующихся на интерфейс мыши FT2, в то время как пользователи FT2 хвалят то же самое и указывают, что каждая функция мыши также имеет сочетание «горячих» клавиш.

## Дальнейшее развитие
После объявления о прекращении поддержки и разработки FT2 Рубен Рамос Сальвадор (BakTery) начал работу над FastTracker 3, который впоследствии стал известен как Skale Tracker, он доступнен для Windows, Linux и онлайн. В последующие годы многие другие трекеры пытались продолжить поддержку FT2, в частности, в MilkyTracker, были специальные режимы воспроизведения для улучшения совместимости.
После прекращения разработки FT2 был начат проект под руководством Олафа Сёренсена по точной переделке FT2 на языке Си под современные платформы с использованием SDL 2. Сёренсен заявил, что его клон частично использует оригинальный код FT2, а также что ставит своей главной задачей создание точного, 1-к-1 клона. 22 апреля 2017 года на домашней странице автора была опубликована альфа-сборка клона FastTracker II для Windows и macOS. В июле 2018 года он выложил на своем сайте код FT2 под лицензией BSD вместе с инструкциями по компиляции для Linux. Вскоре после релиза был создан официальный порт для FreeBSD. В настоящее время код доступен на GitHub.

## Профессиональное использование
- Разработчик видеоигр Никлас Нюгрен использовал Fast Tracker 2 для написания музыки к своим ранним видеоиграм[11] (например, Knytt Stories[англ.][12]).
- Демосценер и композитор саундтреков к видеоиграм Матиас Ле Бидан использовал FT2 для создания музыки к бесплатным и открытым видеоиграм Frozen Bubble и Pathological.[13] Саундтрек игры Frozen Bubble, созданный в FT2, получил награду The Linux Game Tome за лучший звук/музыку в 2003 году.
- Ли Джексон использовал FT2 для создания MOD-файлов, используемых в игре Stargunner компании[англ.] Apogee Software.
- Яркко Ротстен использовал формат XM для саундтрека игры Ion Fury компании 3D Realms.
- В нескольких коммерческих компьютерных играх компании Epic Games, таких как Unreal и Unreal Tournament, использовались файлы FastTracker 2 XM (вместе с другими трекерными модулями), в контейнерах «UMX», которые воспроизводились звуковым движком игры Galaxy Sound Engine.[14]
- FastTracker 2 также использовался в «танцевальной» музыке 1990-х и начала 2000-х годов[15][16]: его использовали музыканты, работавшие в стилях габбер, спидкор и брейккор, в том числе Deadnoise, Noisekick[17], Neophyte.